# Lentiginose parcial unilateral
A lentiginose parcial unilateral é uma condição cutânea caracterizada por lentigos localizados em apenas uma metade do corpo.:686